# Apollinaris (Mineralwasser)
Apollinaris ist eine Mineralwassermarke des US-amerikanischen Getränkekonzerns The Coca-Cola Company.

## Geschichte

### Der Anfang

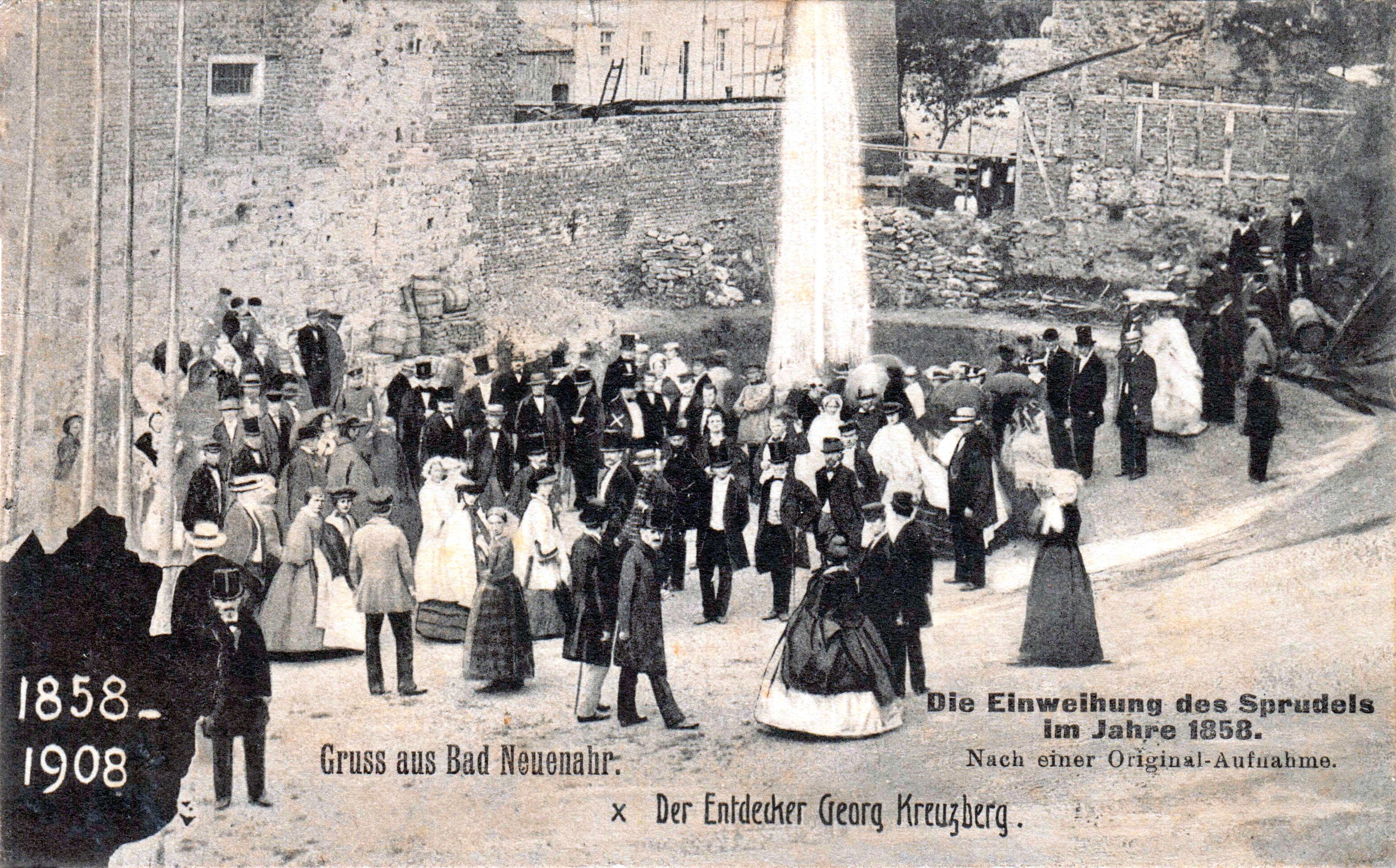
Einweihung des Brunnens 1858

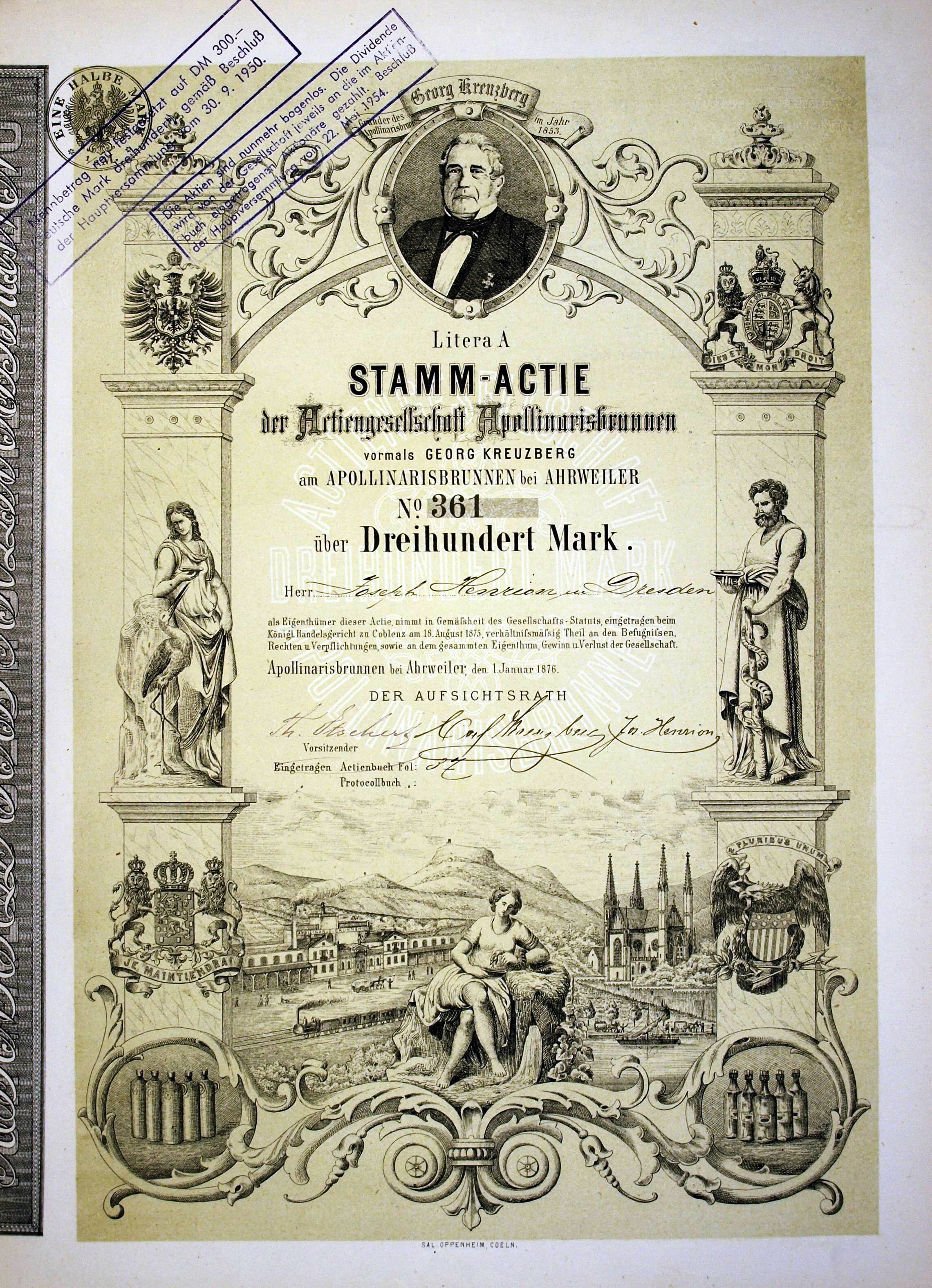
Namensaktie über 300 Mark der AG Apollinarisbrunnen vormals Georg Kreuzberg vom 1. Januar 1876

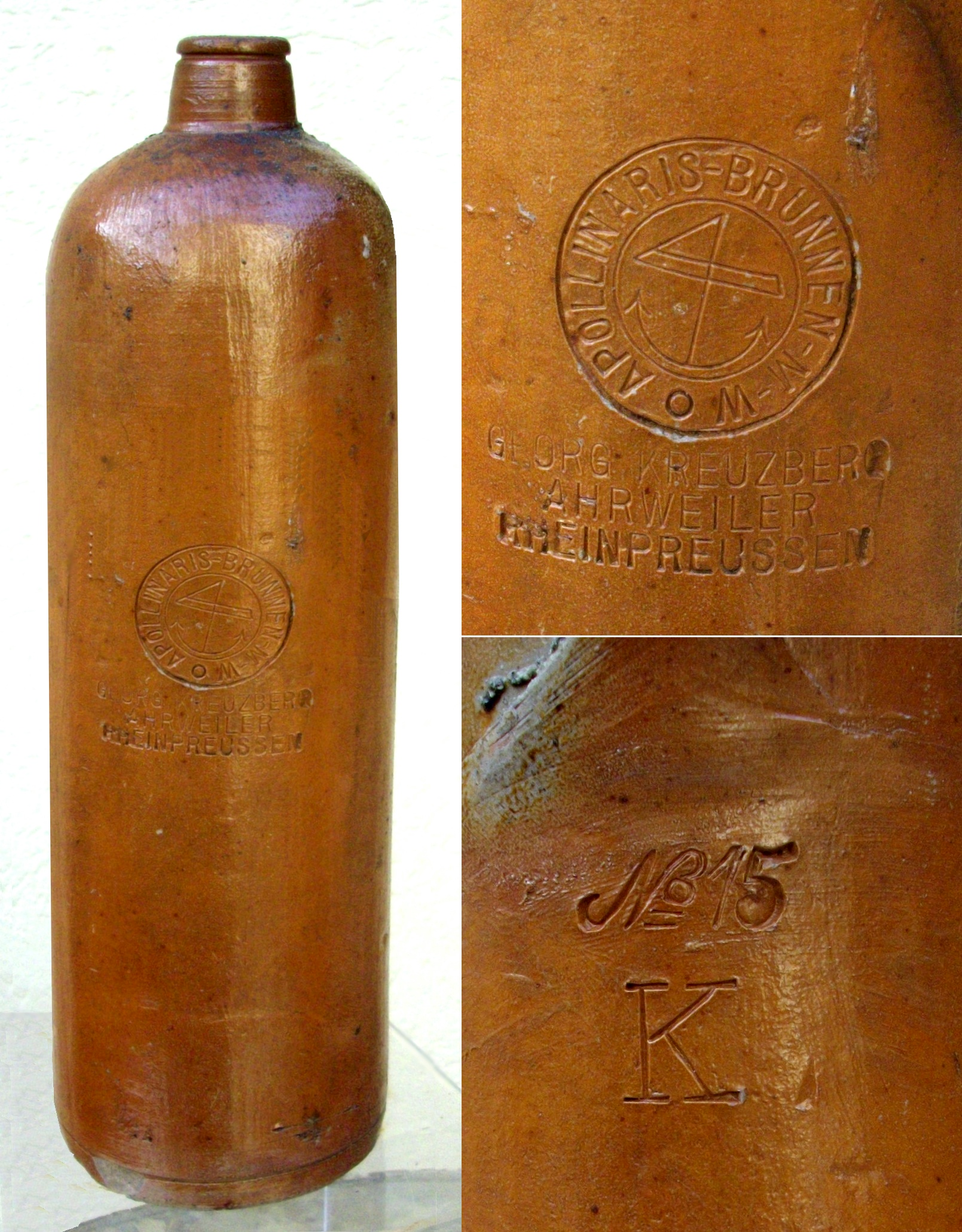
Apollinaris Mineralwasserflasche 19. Jahrhundert

Der Winzer Georg Kreuzberg ersteigerte im 19. Jahrhundert einen Weinberg in der Nähe von Bad Neuenahr. Als der Wein auf diesem Berg nicht gedeihen wollte, brachte er Probebohrungen nieder und fand 1852 in 15 Metern Tiefe kohlensäurehaltiges Wasser. Die hohe CO2-Konzentration im Boden war der Grund des schlechten Wachstums seiner Weinstöcke. Kreuzberg benannte die Quelle nach dem Heiligen Apollinaris von Ravenna, dem Schutzpatron des Weins, denn der Weinberg liegt am Pilgerweg zum Haupt des Heiligen auf dem Remagener Apollinarisberg, und zu Füßen des Weinbergs befand sich eine Pilgerrast samt Heiligenhäuschen mit Apollinarisfigur. Das war der Beginn der Nutzung der Apollinarisquelle. Als Kreuzberg 1873 starb, gründeten seine Erben die Aktiengesellschaft Apollinarisbrunnen vormals Georg Kreuzberg, die 1885 den nahe gelegenen Heppinger Brunnen erwarb. Das Heppinger Heilwasser wird bis heute als eigenständige Marke vertrieben.
1895 meldete Apollinaris das rote Dreieck – mit dem Symbol wurden in Großbritannien besonders gute Produkte ausgezeichnet – und den Slogan The Queen of Table Waters als Warenzeichen an. 1897 wurde das Unternehmen an die Londoner Hotelgruppe Frederick Gordon veräußert und in die Holdinggesellschaft Apollinaris und Johannis Ltd. London eingegliedert.
1913 erreichte Apollinaris eine Jahresabfüllung von 40 Millionen Flaschen. 90 % der Produktion wurden über den Seeweg in alle Regionen der Welt exportiert.

### Im Nationalsozialismus
Die SS hatte durch Übernahmen sudetendeutscher und böhmischer Mineralbrunnen in der Mineralwasserbranche eine Monopolstellung erreicht (siehe Sudetenquell), die sie durch die Übernahme weiterer Quellen weiter abzurunden suchte.:S. 153 Heinrich Himmler, Chef der SS, galt als ausgeprägter Mineralwassertrinker und wollte den Alkoholgenuss eindämmen.
Zum Apollinariskonzern gehörte die 1907 gegründete Rheinahr Glasfabrik zwischen Sinzig und Niederbreisig. Mit einer Übernahme des Apollinaris-Konzerns verband die SS außerdem die Absicht, „die […] überhöhten Preise des Mineralwasserflaschen erzeugenden Syndikats zu brechen“.:S. 153
Als englisches Feindvermögen kam Apollinaris 1939 nach Beginn des Zweiten Weltkriegs unter treuhänderische Zwangsverwaltung und wurde am 3. März 1941 wegen angeblicher staatsfeindlicher Einstellung beschlagnahmt. Das Vermögen der Apollinaris-Brunnen AG wurde am 2. April 1942 zugunsten des Deutschen Reiches eingezogen. Am 10. Oktober 1943 wurde schließlich ein Pachtvertrag der Apollinaris-Brunnen AG mit der neugegründeten Apollinaris Betriebe GmbH im Besitz der SS geschlossen.
Sowohl im Brunnenbetrieb wie in der Glasfabrik wurden Zwangsarbeiter eingesetzt.:S. 289
Kriegsbedingt endete die Produktion in beiden Werken Anfang Oktober 1944.:S. 154

### Nach dem Zweiten Weltkrieg

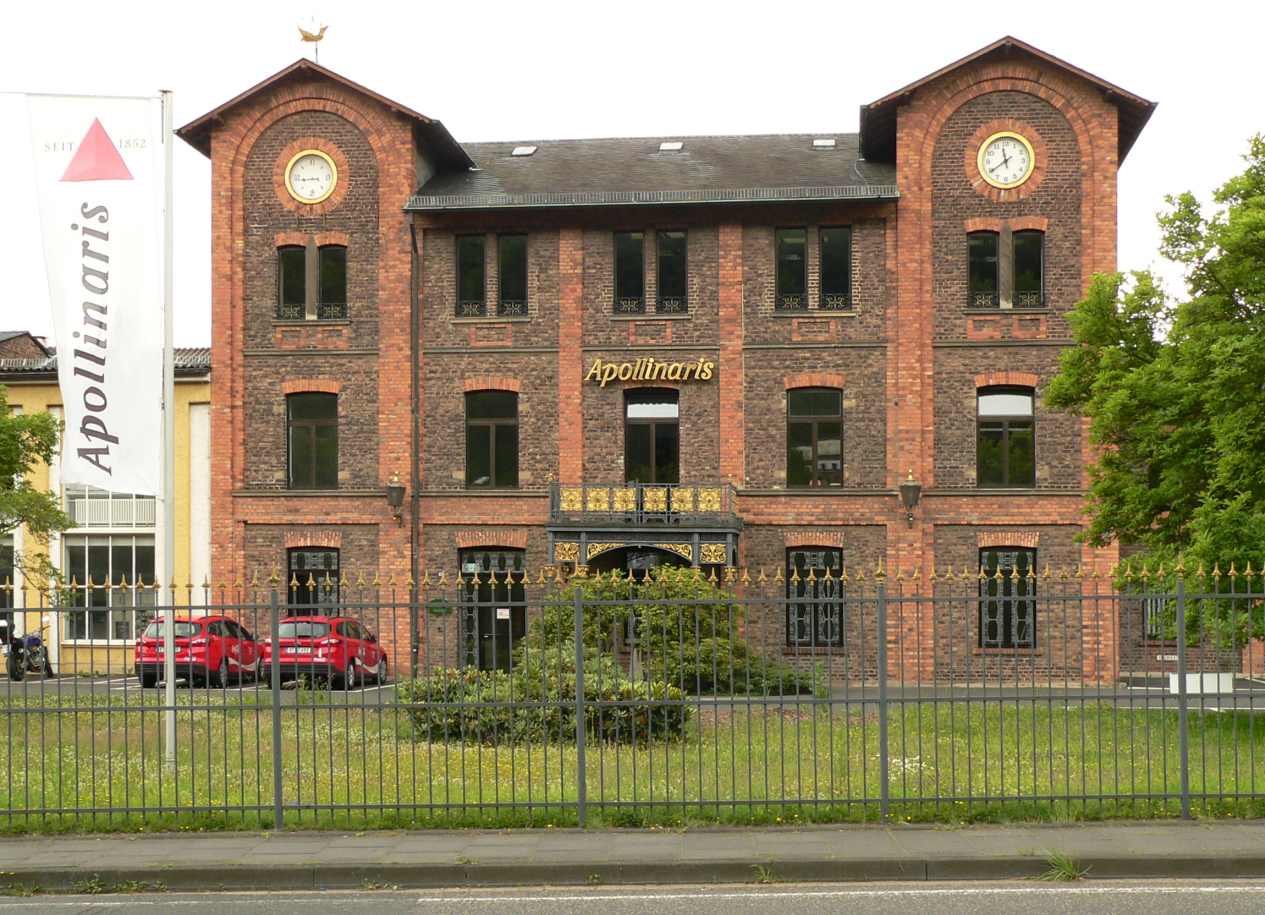
Unternehmenssitz in Bad Neuenahr

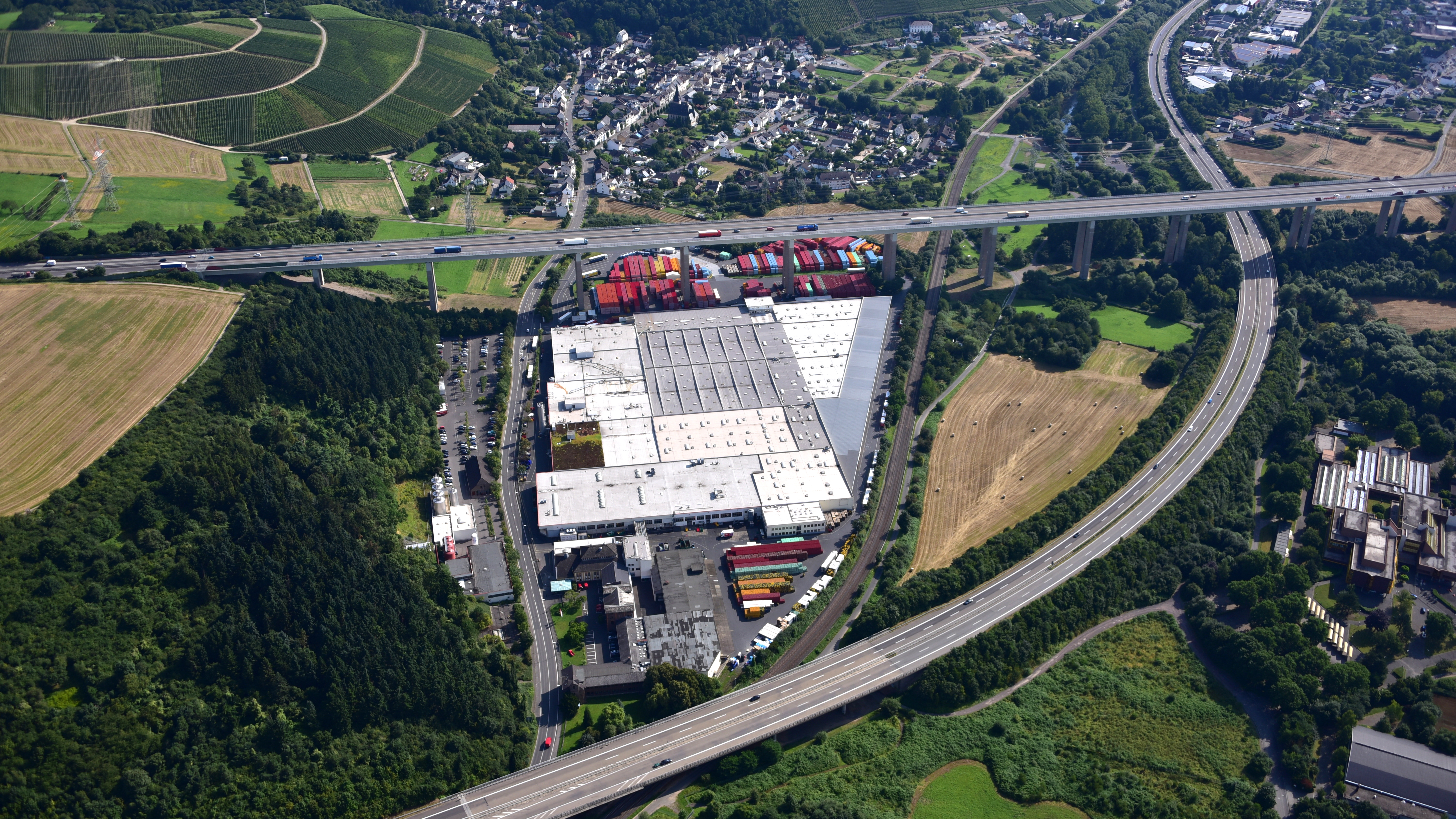
Luftaufnahme vom Betriebsgelände von Apollinaris, 2016

Nachdem 1955 die Schweppes Ltd. das Unternehmen erworben hatte, folgte 1956 der Weiterverkauf aller Anteile an die Dortmunder Union-Brauerei. 1991 kam es zur Gründung eines Joint-Ventures mit der deutschen Schweppes GmbH. Das neue Unternehmen firmierte als Apollinaris & Schweppes GmbH. 2002 übernahm Cadbury Schweppes alle Anteile.
2006 erfolgte der Verkauf an Blackstone und Lion Capital und noch im gleichen Jahr erwarb Coca-Cola die Gesellschaft. Die Markenrechte an den Schweppes-Produkten wurden an die Krombacher Brauerei verkauft. Die Produktion liegt weiterhin bei der Apollinaris Brands GmbH mit Firmensitz in Berlin. Diese ist eine Tochterfirma des Coca-Cola-Konzerns, vertreten in Deutschland durch die Coca-Cola Erfrischungsgetränke AG.
Mit seinen Quellen in Bad Neuenahr-Ahrweiler wird jährlich ein Absatzvolumen von mehr als 750 Mio. Litern erreicht. Der Versand erfolgt dabei im Jahresmittel mit 150 Lastzügen werktäglich.
Im Januar 2013 wurde bekannt, dass der Vertrieb außerhalb Deutschlands zum Jahresende 2012 eingestellt worden war. Dieser Beschluss von Coca-Cola Deutschland war bereits im Laufe des Jahres 2011 gefasst worden. Im Widerspruch zu dieser Meldung stehen die bis heute (2016) aufgeführten internationalen Vertriebskontakte. In der Juli-Ausgabe 2019 der Zeitschrift Öko-Test wurde das Mineralwasser Apollinaris Classic als einziges von 53 getesteten Mineralwässern als ungenügend bewertet. Besonders erhöht waren der Bor- sowie der Arsengehalt. Auch im nächsten Mineralwasser-Test der Zeitschrift in der Ausgabe Juni 2020, bei dem diesmal Mineralwässer mit mittelhohem Kohlensäuregehalt getestet wurden, war Apollinaris Medium das einzige getestete Produkt, das die Note ungenügend erhielt.
2021 wurde der Einzelhandelsverkauf von Apollinaris eingestellt. Seither wird nur noch die Gastronomie beliefert. 80 der ca. 320 Stellen im Apollinaris-Werk in Bad Neuenahr wurden gestrichen.

## Chemische Zusammensetzung
Apollinaris ist ein natürliches Mineralwasser und kein aus Leitungswasser hergestelltes Tafelwasser wie z. B. Bonaqa. Es wird an zwei Quellen gewonnen und dort mit Ausnahme der Kohlensäure ohne weitere Veränderung abgefüllt.
| Stoff            | Menge in mg/l |
| ---------------- | ------------- |
| Kalium           | 0030 00(29)   |
| Natrium          | 0480 0(480)   |
| Calcium          | 0090 00(88)   |
| Magnesium        | 0120 0(124)   |
| Hydrogencarbonat | 1800 (1861)   |
| Sulfat           | 0100 0(102)   |
| Chlorid          | 0130 0(128)   |

(Werte in Klammern lt. Stiftung Warentest 8/2011 für Apollinaris classic)
Charakteristisch ist der hohe Gehalt an Natrium-Ionen, der denjenigen von diversen natriumarmen Mineralwassern um ein 40- bis 50-Faches übersteigt. Wer natriumarmes Mineralwasser gewohnt ist, wird den Geschmack von Apollinaris daher als vergleichsweise salzig empfinden.

## Entnahmestelle (für einheimische Bevölkerung)

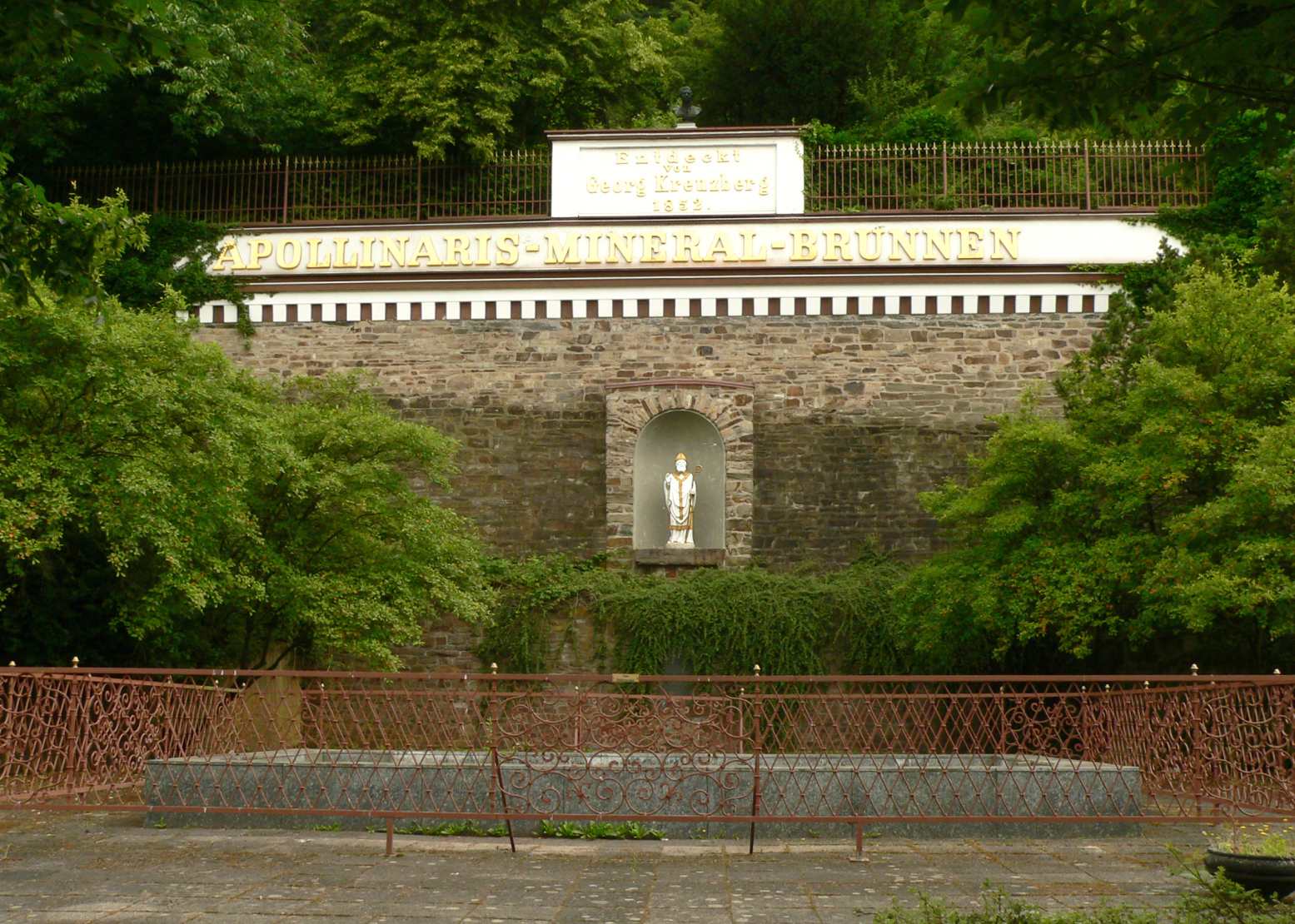
Apollinaris-Brunnen gegenüber dem Unternehmensgelände

Am Heppinger Brunnen und in der Innenstadt von Bad Neuenahr besteht die Möglichkeit, Apollinaris Quellwasser unverarbeitet abzufüllen. Das hier direkt aus der Quelle zu entnehmende Wasser in seiner unverarbeiteten Form ist gekennzeichnet durch seine natürliche Kohlensäure und seinen „eisenhaltigen“ Geschmack, wie er typisch für eine Thermalquelle ist. Einige Stunden bis wenige Tage nach dem Abfüllen wird das Wasser aufgrund des Eisengehalts rostig braun und das im Wasser enthaltene Eisen beginnt sich an der Oberfläche des Behältnisses anzulagern.
In der Nähe zur Vulkaneifel sind Thermalquellen wie die Apollinaris-Quelle ortsüblich.

## ViO
Die Mineralwassermarke ViO wurde im Mai 2007 als 0,5-Liter-Flasche für das Marktsegment „Unterwegsmarkt“ auf den Markt gebracht. Eingetragen wurde die Marke 2003 in Deutschland als Wortmarke für The Coca-Cola Company, 2007 erfolgte der Rechtsübergang der Marke auf die Apollinaris GmbH.